# Vraie vie
L'expression « vraie vie » (en anglais : real life) sert à distinguer les évènements courants, les personnes physiques et les activités terrestres des mondes virtuels ou des personnages fictifs, ou autrement dit la « vraie vie » renvoie à la réalité par opposition à la virtualité et à la fiction. 
Ainsi elle peut servir à distinguer les gestes posés dans la vie physique des gestes posés dans Internet, en particulier dans les réseaux sociaux ou sites de rencontres. 
Dans une intention péjorative ou critique, l'expression sert à qualifier certains styles de vie ou activités jugés plus importants, utiles ou « authentiques » que d'autres jugés plus futiles ou sans conséquences réelles.

## Sur Internet
Pour les articles homonymes, voir IRL.
Sur Internet, l'expression « dans la vraie vie » ou « IRL » (en anglais : in real life), renvoie à la vie menée dans le vrai monde c'est-à-dire « pas dans Internet ». 

### Rencontre IRL
Parfois un internaute peut avancer qu'il a « rencontré » quelqu'un via le tchat ou en pratiquant un jeu en ligne, puis écrire qu'il a rencontré la même personne dans la « vraie vie », c'est-à-dire qu'il l'a rencontrée physiquement dans un lieu géographique déterminé. Par extension, irl peut être utilisé comme nom pour désigner une rencontre réelle de personnes qui se sont connues sur Internet.

### Monde virtuel / Monde réel
Des sociologues qui étudient Internet ont prédit qu'un jour la distinction entre les mondes en ligne et physique sera « pittoresque »[pas clair], s'appuyant par exemple sur certaines activités en ligne, telles des intrigues à caractère sexuel, qui sont déjà autorisées et perçues comme « réelles »[pas clair][à développer]. 
En ce sens, les expériences en cours pour la construction d'un « métavers » semblent devoir contribuer à brouiller un peu plus la frontière entre le virtuel et le réel.